# John Hunt (Theologe)
John Hunt (* 21. Januar 1827 in Perth; † um 1908) war ein anglikanischer Theologe und Schriftsteller.
John Hunt absolvierte ein Studium an der Universität Perth, ging dann von der presbyterianischen Kirche zur englischen Staatskirche über und lebte als Pfarrer zu Otford im Sevenoaks District, Grafschaft Kent.
Er veröffentlichte einen Band Übersetzungen von Martin Luthers geistlichen Liedern (1847), Gedichte von Johann Wolfgang von Goethe, Friedrich Schiller, Gottfried August Bürger (1861), einen Essay on pantheism (1866), der in Rom auf den Index gesetzt wurde, sowie eine Reihe von theologischen Schriften (Religious Thought in England from the Reformation to the end of last century. A contribution to the History of Theology. 2. Auflage. 1884, 3 Bände; Contemporary essays, 1873; Pantheism and christianity, 1884), beteiligte sich an der altkatholischen Bewegung und übertrug die Arbeiten von Ignaz von Döllinger, Joseph Hubert Reinkens und Johann Friedrich von Schulte ins Englische.
Seine Frau Eliza Meadows Sheppard (* 1845) beteiligte sich an Hunts Bestrebungen zugunsten der altkatholischen Bewegung und machte sich auch als Schriftstellerin einen Namen, so besonders durch den im 3. Jahrhundert spielenden historischen Roman The wards of Plotinus (1881, 3 Bände).
Dieser Artikel basiert auf einem gemeinfreien Text aus Meyers Konversations-Lexikon, 4. Auflage von 1888 bis 1890.
| Personendaten    | Personendaten                              |
| ---------------- | ------------------------------------------ |
| NAME             | Hunt, John                                 |
| KURZBESCHREIBUNG | anglikanischer Theologe und Schriftsteller |
| GEBURTSDATUM     | 21. Januar 1827                            |
| GEBURTSORT       | Perth                                      |
| STERBEDATUM      | um 1908                                    |